# Улица Варжу
Улица Ва́ржу (латыш. Varžu iela — «Лягушачья») — улица в Риге, одна из старейших в Пурвциемсе. Впервые упоминается в адресной книге за 1925 год под своим нынешним названием, которое никогда не изменялось. В настоящее время — небольшая внутриквартальная улица.
Улица Варжу начинается у перекрёстка нынешних улиц Ницгалес и Пурвциема (к которому выхода теперь не имеет) и ранее шла до пересечения с улицей Пуцес (современная площадь перед торговым центром «Минск»). После перепланировки района по генплану 1969 года, сегодня выходит в виде небольшого проезда к улице Веявас. В средней части связана проездами с улицами Ницгалес и Сактас. С другими улицами не связана.
Застройка улицы Варжу до настоящего времени сохранятся частной, но от прежней прямолинейной улицы остались только отдельные фрагменты, связанные внутриквартальными проездами с окружающей многоэтажной застройкой и лишь в незначительной части (начало улицы и у домов № 11 и 13) совпадающие с первоначальной улицей.